# Historia 99 Nocy W Lesie
99 Nocy W Lesie-
99 Nocy w Lesie(ang. 99 Nights In The Forest) to gra na platformie Roblox. Jest bazowana na prawdziwej historii lecz zmieniono kilka rzeczy. Aktualnie znam dwie wersje histori lecz nie wiadomo która jest prawdziwa a która nie więc poniżej podam wam dwie wersje historii.
Matka i czwórka dzeci-
Nad deszczowym lasem w Amazoni(?) leciał samolot który rozbił sie w danym lesie. Przeżyla matka z czwórką dzieci. Niestety ale matka umarła po 40 dniach a naukowcy zabrali jej ciało do labotorium. Po pewnym czasie w lesie zaczął mieszkać jeleń chodzący na tylnych łapach/kopytach. Porwał dzieci i zamknął je. Zostawił na straży różne niebezpieczne zwierzeta by pilnowały tych dzieci.
Tak więc podsumuwując to prawdopodobnie ten jeleń jest matką tych zaginionych dzieci. Jeśli chcesz wiedzieć w jaki sposób jeleń zamknął te dzieci polecam sprawdzić to na 99 nights in the forest wiki. 
Piątka dzieci-
Tak samo jak w podrzedniej histori lecz zamiast 4 dzieci jest ich 5 i są bez matki(+ piate dziecko nie umiera po 40 dniach). Piąte dziecko z upływem czasu zaczeło coeaz bardziej nie lubić światła a później zaczeło znikać. Zgaduje że ci kultowcy co byli naukowcami coš dali biednemu dzieclu...

Jeśli są tu błędy ortograficzne to przepraszam ale pisałam to na czytniku(nie pytać-)
Byłabym wdzięczna za dodanie swoich teori i poprawienie tekstu!